# Songs of a Live World: Troxy London MMXXIV
Albums de The Cure
Songs of a Lost World
(2024) Mixes of a Lost World
(2025)
Songs of a Live World: Troxy London MMXXIV  est le sixième album live du groupe britannique de rock The Cure sorti le 13 décembre 2024.
Il s'agit de l'enregistrement en public des huit chansons composant le 14e album studio du groupe, Songs of a Lost World, lors du concert événement donné au Troxy à Londres devant 3 000 personnes le 1er novembre 2024,,,. Le concert, en plusieurs parties, à duré dans son intégralité trois heures et a été diffusé en direct sur Youtube.
Les droits d'enregistrement sont reversés à l'organisation caritative War Child (en).

## Liste des titres
Toutes les chansons sont écrites et composées par Robert Smith.
| 1.    | Alone                   | 7:01  |
| 2.    | And Nothing Is Forever  | 7:01  |
| 3.    | A Fragile Thing         | 4:48  |
| 4.    | Warsong                 | 4:37  |
| 5.    | Drone:Nodrone           | 4:42  |
| 6.    | I Can Never Say Goodbye | 6:00  |
| 7.    | All I Ever Am           | 5:28  |
| 8.    | Endsong                 | 10:54 |
| 50:31 |                         |       |

## Composition du groupe
- Robert Smith : chant, guitare, basse à six cordes
- Simon Gallup : basse
- Jason Cooper : batterie, percussions
- Roger O'Donnell : clavier
- Reeves Gabrels : guitare, basse à six cordes
- Perry Bamonte : clavier, guitare, basse à six cordes

### Classements hebdomadaires
| Classement (2024-2025)           | Meilleure place |
| -------------------------------- | --------------- |
| Belgique (Flandre Ultratop)      | 22              |
| Belgique (Wallonie Ultratop)     | 13              |
| France (SNEP)                    | 112             |
| Pays-Bas (Mega Album Top 100)    | 87              |
| Royaume-Uni (Albums Sales Chart) | 14              |